# Stazione di Quattro Venti
Stazione di Quattro Venti vasútállomás Olaszországban, Róma Monteverde Vecchio városrészében.

## Vasútvonalak
Az állomást az alábbi vasútvonalak érintik:
- Viterbo–Róma-vasútvonal

## Kapcsolódó állomások
A vasútállomáshoz az alábbi állomások vannak a legközelebb:
- Stazione di Roma San Pietro (Stazione di Viterbo Porta Fiorentina, FL3)
- Stazione di Roma Trastevere (Stazione di Roma Tiburtina, FL3)